# Домброва-Ястшембська
Домброва-Ястшембська (пол. Dąbrowa Jastrzębska) — село в Польщі, у гміні Ястшембія Радомського повіту Мазовецького воєводства.
Населення — 412 осіб (2011).
У 1975-1998 роках село належало до Радомського воєводства.

## Демографія
Демографічна структура станом на 31 березня 2011 року:
|          | Загалом | Допрацездатний вік | Працездатний вік | Постпрацездатний вік |
| -------- | ------- | ------------------ | ---------------- | -------------------- |
| Чоловіки | 201     | 56                 | 131              | 14                   |
| Жінки    | 211     | 59                 | 120              | 32                   |
| Разом    | 412     | 115                | 251              | 46                   |